# Eva Gabriele Reichmann
Eva Gabriele Reichmann, nazwisko panieńskie Jungmann (ur. 16 stycznia 1897 w Lublińcu, zm. 15 września 1998 w Londynie) – niemiecka historyk i socjolog pochodzenia żydowskiego. Od 1939 na emigracji w Wielkiej Brytanii. Po roku 1945 stała się szeroko znana z powodu swoich badań nad antysemityzmem. Wykładała na London School of Economics.

## Dzieła
- Größe und Verhängnis deutsch-jüdischer Existenz. Zeugnisse einer tragischen Begegnung. Mit einem Geleitwort von Helmut Gollwitzer. Lambert Schneider, Heidelberg 1974.
- Hostages of Civilisation. A Study of the Social Causes of Antisemitism. Association of Jewish Refugees Information, April 1945.
- Die Flucht in den Hass. Die Ursachen der deutschen Judenkatastrophe. Frankfurt am Main 1951.
- redaktor: Worte des Gedenkens für Leo Baeck. Lambert Schneider, Heidelberg 1959.